# Solanum dillonii
Solanum dillonii ist eine Pflanzenart aus der Familie der Nachtschattengewächse (Solanaceae). Sie wurde im Jahr 2010 erstbeschrieben und ist im südlichen Ecuador und dem nördlichen Peru heimisch.

## Beschreibung
Solanum dillonii wächst als Strauch oder kleiner Baum der Wuchshöhen von 4 bis 8 Metern erreichen kann. Der Stamm verzweigt sich erst im oberen Teil und ist dicht mit Trichomen besetzt, welche mit zunehmendem Alter abfallen. Die Trichome werden 0,5 bis 1 Millimeter lang, sind mehrreihig und verzweigen sich. Die jungen Triebe sind mit verzweigenden, mehrreihigen Trichomen besetzt, die zwischen 0,5 und 1 Millimeter lang werden und gräulich weiß gefärbt sind. Die Borke älterer Stämmen ist rötlich braun gefärbt.
Die sympodialen Einheiten beinhalten einige Laubblätter. Die einfach Blätter werden zwischen 12 und 30 Zentimeter lang und zwischen 4,5 und 16 Zentimeter breit. Die Blattspreite ist elliptisch bis breit elliptisch geformt, ganzrandig, Spitze und Basis sind spitz zulaufend. Die Blattoberseite ist gleichmäßig mit sich sternförmig verzweigenden, ein- bis dreireihigen Trichomen besetzt. Die Blattunterseite ist dich mit sich verzweigenden, mehrreihigen Trichomen besetzt, wobei die Reihen 10 bis 16 bis zu 1 Millimeter lang werden können. Von der Blattachse gehen neun bis elf Paare an primären Blattadern ab, welche sich gelblich grün verfärben, wenn sie austrocknen. Der 1,5 bis 3 Zentimeter lange Blattstiel ist dicht mit verzweigten Trichomen besetzt.
Die Blütenstände stehen endständig an den Stängeln. Sie werden 15 bis 20 Zentimeter lang und sind mehrfach verzweigt. Jeder der Blütenstände besteht aus 100 oder mehr Blüten. Der Blütenstand ist dicht mit verzweigten Trichomen behaart, welche zwischen 0,18 und 1,5 Millimeter lang werden. Der zur Blütezeit nickende Blütenstiel wird 7 bis 10 Zentimeter lang und ist an der Basis etwa 2 Millimeter und an der Spitze zwischen 2,5 und 3 Millimeter dick. Er ist dicht mit Trichomen besetzt und an der Basis gelenkartig gebogen. Die Blütenstiele werden 7 bis 9 Millimeter lang und stehen etwa 1 Millimeter auseinander.
Die fünfzähligen Blüten sind immer vollständig ausgebildet. Die becherförmige Kelchröhre ist zwischen 3 und 3,5 Millimeter lang und mit 2,5 bis 3 Millimeter langen, dreieckigen Lappen besetzt. Die dichte Behaarung auf der Unterseite des Kelches gleicht der des restlichen Blütenstandes. Die violette Krone misst 1,3 bis 1,5 Zentimeter im Durchmesser, ist sternförmig bis zu drei Viertel des Weges zur Basis gelappt. Die Kronlappen werden 6 bis 7 Millimeter lang und 3,5 bis 4,5 Millimeter breit, und ihre Ränder sowie die Spitzen sind dicht behaart. Die unbehaarten Staubfäden sind zu einer Röhre verwachsen, und der frei stehende Teil ist zwischen 2,5 und 3 Millimeter lang. Die gelben Staubbeutel sind bei einer Länge von 3 bis 3,5 Millimeter und einer Breite etwa 1 Millimeter elliptisch geformt. Sie öffnen sich durch Poren an den Spitzen, welche sich mit zunehmendem Alter zu Schlitzen vergrößern. Der Fruchtknoten ist dicht mit sich verzweigenden Trichomen behaart. Der Griffel ist 9 bis 9,5 Millimeter lang und spärlich mit sich verzweigenden, vier- bis achtreihigen Trichomen besetzt. Die keulenförmige Narbe ist fein papillös.
Als Früchte werden zur Reife hin dunkelgrün gefärbte Beeren gebildet, welche bei einem Durchmesser von 1 bis 1,5 Zentimeter kugelig geformt sind. Das ungleichmäßig mit sich verzweigenden Trichomen besetzte Perikarp ist dünn und nicht glänzend. Die Beeren stehen an einem verholzten, mehr oder weniger aufrechten Stiel der 1,2 bis 1,5 Zentimeter lang wird und an der Basis etwa 3 Millimeter dick ist. Jede der Beeren trägt mehr als 200 rötliche bis goldbraune Samenkörner. Diese sind bei einer Länge von 1,5 bis 2 Millimeter und einer Breite von 1 bis 1,5 Millimeter flach-nierenförmig geformt und haben eine fein genarbte Oberfläche.

## Verbreitung und Lebensraum
Solanum dillonii kommt in der im südlichen Ecuador gelegenen Provinz Loja und der im nördlichen Peru gelegenen Region Cajamarca vor. Die Art gedeiht in Höhenlagen von 1500 bis 2200 Metern, wo sie in tropischen Feuchtwäldern an den Westhängen der Anden sowie im Tal des Río Marañón wächst. Man findet sie dort vor allem entlang von Wegen und an kleinen Wasserläufen.

## Systematik
Die Erstbeschreibung als Solanum dillonii erfolgte 2010 durch Sandra Knapp in PhytoKeys Nummer 1, Seite 39. Das Artepitheton dillonii ehrt den US-amerikanischen Botaniker Michael Dillon, welcher sich um die Erforschung der Flora Nordperus verdient gemacht hat.